# Malek Chebel
Malek Chebel (Skikda, 23 aprile 1953 – Parigi, 12 novembre 2016) è stato uno scrittore, filosofo e antropologo algerino delle religioni, nonché esperto in storia delle religioni.

## Biografia
Ha studiato filosofia e lettere in Algeria, poi psicopatologia clinica, psicoanalisi, antropologia e storia delle religioni all'Università di Parigi. È considerato uno dei rappresentanti dell'islamismo "illuminato".

## Opere principali (in italiano)
- La circoncisione: dalle origini ai nostri giorni, Catania, De Martinis, 1993
- Dizionario dei simboli islamici: riti, mistica e civilizzazione, Roma, Edizioni Arkeios, 1997
- Islam: simboli di una tradizione, Milano, Mondadori, 1998
- La cultura dell'harem: erotismo e sessualita nel Maghreb, a cura di Gianni de Martino, Torino, Bollati Boringhieri, 2000
- Il libro delle seduzioni, seguito da Dieci aforismi sull'amore, Torino, Bollati Boringhieri, 2001
- Manifesto per un Islam moderno: 27 proposte per riformare l'Islam, Casale Monferrato, Sonda, 2007
- I 100 nomi dell'amore, Milano, Mondadori, 2007
- Il corpo nell'Islam, Roma, Argo, 2012